# Alfred Grenda
Alfred Francis Grenda, född 15 september 1889 i Launceston, Tasmanien, död 30 maj 1977 i Paradise, Kalifornien, var en australisk tävlingscyklist. Han var 1913–1923 en av världens förnämsta sexdagarscyklister.
Grenda vann tillsammans med sina landsmän Alfred Goullet och Reginald McNamara som partners ett flertal stora sexdagarslopp i New York (1914, 1915 och 1922) och i Chicago.